# Wilhelm Roßmann
Karl Ernst Friedrich Wilhelm Roßmann, auch Wilhelm Rossmann oder Carolus Ernestus Fridericus Guilielmus Rossmann (* 29. Mai 1832 in Seesen, Herzogtum Braunschweig; † 6. Februar 1885 in Dresden), war ein deutscher evangelischer Theologe, Kunsthistoriker, Prinzenerzieher sowie Autor von historischen Betrachtungen, Bühnenstücken und Reiseberichten. Außerdem schrieb er das Libretto zum szenischen Oratorium Luther in Worms von Ludwig Meinardus. Nach Tätigkeiten als Hochschullehrer für Kunstgeschichte in Weimar und Düsseldorf wirkte er als Vortragender Rat im Kultusministerium des Königreichs Sachsen.

## Leben
Roßmann, Sohn des evangelischen Pastors und Rektors Ludwig Roßmann (1800–1863, 1839–1863 Pfarrer von St. Ulrici in Braunschweig) und dessen Ehefrau Theodore, geborene Stümke (1795–1878), studierte evangelische Theologie und Geschichte. Während seines Studiums wurde er 1851 Mitglied der Burschenschaft Teutonia Jena. 1856 wurde an der philosophischen Fakultät der Großherzoglich und Herzoglich Sächsischen Gesamtuniversität zu Jena mit der Dissertation De externo concilii Constantiensis apparatu, einer in Latein verfassten Arbeit über das Konzil von Konstanz, promoviert. Von 1856 bis 1860 wirkte er in Jena als Privatdozent und trat als Fachmann für Religionsgeschichte schriftstellerisch in Erscheinung.
1860 engagierten ihn der Herzog Georg II. von Sachsen-Meiningen und dessen zweite Ehefrau Feodora als Erzieher des Erbprinzen Bernhard. In dieser Stellung, die ihm den Titel Hofrat eintrug, blieb er bis 1869. Parallel wandte er sich insbesondere der Kunstgeschichte zu und bearbeitete für das Meininger Hoftheater die Orestie. Am 9. September 1862 heiratete er in Liebenstein Marie von Röder (1836–1924), die Tochter des Schwarzburg-Rudolstadter Juristen und Politikers Julius von Röder, die am 16. April 1867 in Meiningen den Sohn Reinhard (1867–1945) gebar. Im Winter 1868/1869 begleitete er den Erbprinzen von Sachsen-Meiningen auf einer Grand Tour nach Italien. Die schriftstellerischen Ergebnisse dieser Reise wurden 1869 und 1871 veröffentlicht.
1872 berief ihn die Großherzoglich-Sächsische Kunstschule Weimar als Professor für Kunstgeschichte. Anlässlich des 400-jährigen Geburtstags von Lukas Cranach dem Älteren schrieb er dort das Charakterbild Meister Lukas. Im Winter 1872/1873 begleitete er den Erbprinzen von Sachsen-Meiningen erneut auf einer Fernreise, diesmal in den Orient. Diese Reise hielt er in den Gastfahrten fest, die 1880 veröffentlicht wurden. Ostern 1873 berief ihn die Kunstakademie Düsseldorf als Professor für Kunstgeschichte.
Noch im gleichen Jahr wechselte er nach Dresden, um als Vortragender Rat im sächsischen Kultusministerium die Generaldirektion der königlichen Sammlungen für Kunst und Wissenschaft zu übernehmen. Als solcher ließ er Pläne für die künstlerische Ausschmückung des Hoftheaters Dresden und der Albrechtsburg in Meißen entwickeln und verantwortete die Oberleitung für die Arbeiten auf der Albrechtsburg, die im Auftrag des sächsischen Königshauses unter Albert von Sachsen das volkspädagogische Ziel verfolgten, die Burg als „Gegenstück zur Wartburg“ mittels Historienmalerei und sonstiger Innenausstattung der Räume zu einem sächsischen Geschichtsdenkmal auszugestalten. 1881 begann er die Herausgabe einer Sammlung von Kupferstichen nach modernen Gemälden der Dresdener Galerie, die erst nach seinem Tod abgeschlossen wurde.

## Schriften (Auswahl)
- De externo concilii Constantiensis apparatu, Dissertation, Jena 1856
- Betrachtungen über das Zeitalter der Reformation, Jena 1858
- Die makkabäische Erhebung, Leipzig 1860
- Orest, Tragödie des Äschylos, Stuttgart 1867
- Luther in Worms, Libretto, Entstehung 1867, Vertonung durch Ludwig Meinardus 1871/1872, Uraufführung 1874 in der Herderkirche zu Weimar
- Vom Gestade der Cyklopen und Sirenen. Briefe, Leipzig 1869
- Eine protestantische Osterandacht in St. Peter zu Rom, Oldenburg 1871
- Meister Lukas, 1872, Oldenburg 1883 (2. Auflage)
- Lady Macbeth. Lustspiel in 1 Acte, Dresden 1877
- Die künstlerische Ausschmückung der Albrechtsburg zu Meißen, Dresden 1878 (Digitalisat/Übersicht, PDF)
- Gastfahrten, Leipzig 1880
- Luther und die Deutsche Nation, Festrede zur Luther-Feier der Stadt Dresden am 10. November 1883, Dresden 1883